# PRIDE.12
PRIDE.12（プライド・トゥエルブ）は、日本の総合格闘技イベント「PRIDE」の大会の一つ。2000年12月23日、埼玉県さいたま市のさいたまスーパーアリーナで開催された。海外PPVでの大会名は、「PRIDE 12: Cold Fury」。

## 大会概要
さいたまスーパーアリーナが初めて会場として使用された。メインイベントである桜庭和志対ハイアン・グレイシーの一戦は、ハイアンの右肩負傷により10分1Rに変更され、試合は桜庭が判定で勝利を収めた。
ヒース・ヒーリングに敗れたエンセン井上は試合後にリング上で引退を表明した。
RINGS KING of KINGS王者ダン・ヘンダーソンがPRIDEデビュー。

## 試合結果
第1試合 PRIDEルール 10分2R
○  ガイ・メッツァー vs.  アレクサンダー大塚 ×
1R 1:52 KO（右フック→パウンド）
第2試合 PRIDEルール 10分2R
○  カーロス・ニュートン vs.  ジョイユ・デ・オリベイラ ×
2R終了 判定3-0
第3試合 PRIDEルール 10分2R
○  リコ・ロドリゲス vs.  ジョン・マーシュ ×
2R終了 判定3-0
第4試合 PRIDEルール 10分2R
○  ヒカルド・アルメイダ vs.  小路晃 ×
2R終了 判定4-0
第5試合 PRIDEルール 10分2R
○  ヒース・ヒーリング vs.  エンセン井上 ×
1R 4:31 TKO（レフェリーストップ：グラウンドの膝蹴り）
第6試合 PRIDEルール 10分2R
○  ヴァンダレイ・シウバ vs.  ダン・ヘンダーソン ×
2R終了 判定6-0
第7試合 PRIDEルール 10分2R
○  藤田和之 vs.  ギルバート・アイブル ×
2R終了 判定6-0
第8試合 PRIDEルール 10分2R、延長5分1R
○  イゴール・ボブチャンチン vs.  マーク・ケアー ×
延長R終了 判定3-0
第9試合 PRIDE特別ルール 10分1R
○  桜庭和志 vs.  ハイアン・グレイシー ×
1R終了 判定3-0